# Maestro di Badia a Isola
Maestro di Badia a Isola (fl. circa 1290-1320) è stato un pittore italiano.

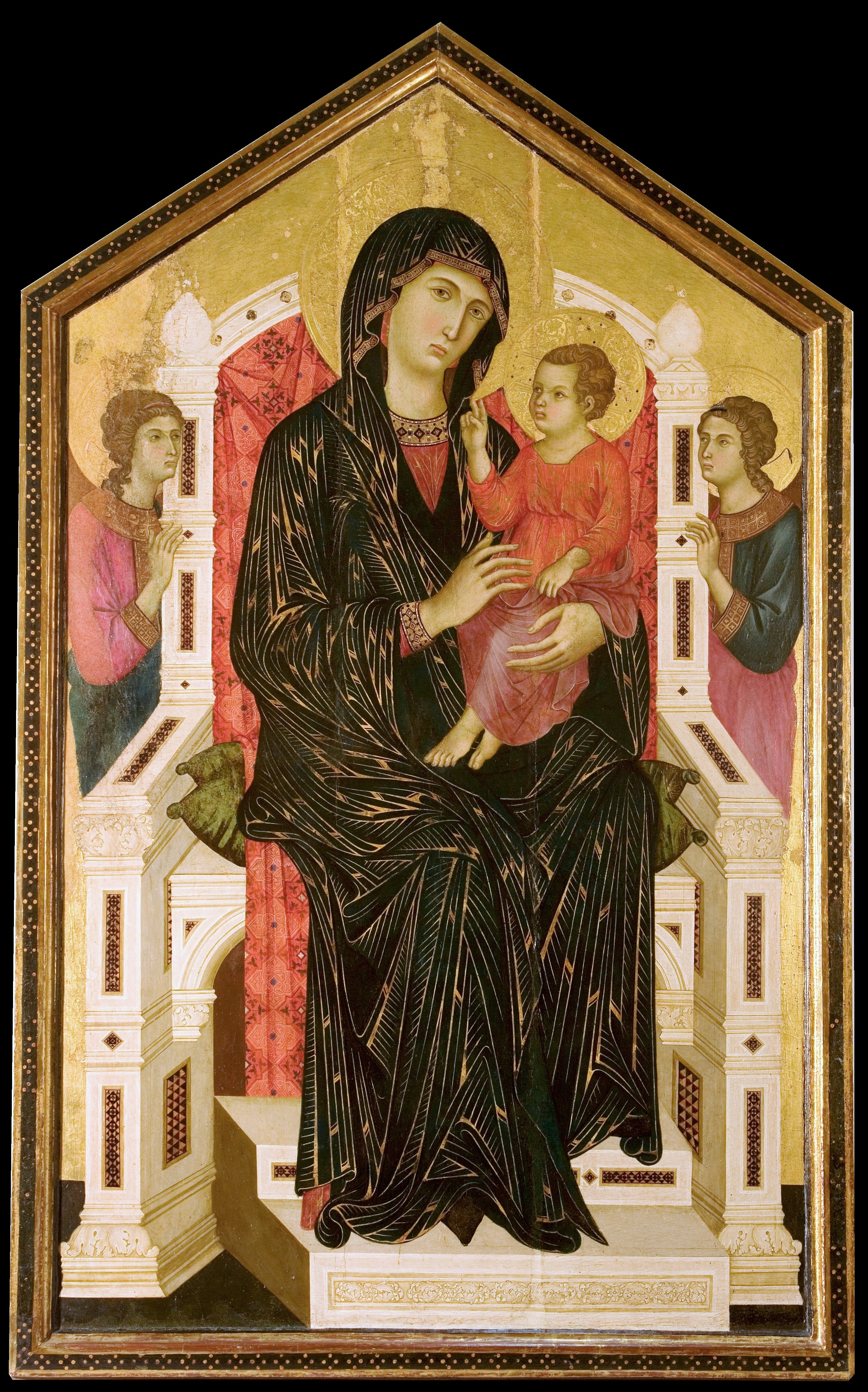
Madonna col Bambino in trono e due angeli, Museo civico e d'arte sacra Colle di Val d'Elsa

L'artista, già identificato da alcuni studiosi con lo stesso Duccio di Buoninsegna in una fase giovanile, potrebbe essere stato un emulo (piuttosto che un precoce seguace) di Duccio, da cui ha ripreso la solidità plastica e certi preziosismi, questi ultimi da riferire al gusto bizantineggiante propria dei pittori senesi più arcaici. 
La studiosa Coor-Achenbach nel 1955, individuando qualche richiamo nella pittura di Ugolino di Nerio, aveva anche proposto la sua identificazione con il padre di Ugolino, il pittore Nerio. 

## La Maestà eponima
L'anonimo pittore deve il suo nome alla Maestà un tempo conservata proprio nella chiesa di San Salvatore a Abbadia a Isola, presso Monteriggioni, ed oggi ospitata nel Museo civico e d'arte sacra di Colle di Val d'Elsa. 
Nella chiesa di San Salvatore a Abbadia Isola, presso Monteriggioni vi è una copia fotografica donata da Raffaella Senesi  
Il dipinto, una tempera e oro su tavola, misura 205x125 cm e raffigura una Madonna col Bambino in trono e due angeli. La Madonna, avvolta in un manto scuro e lumeggiato a oro, sostiene dolcemente il Bambino che accenna un gesto benedicente; è assisa su un trono marmoreo frontale ma con un accenno di prospettiva, ai lati del quale sono raffigurati due angeli. Alcune caratteristiche di stile rimandano ancora a certe soluzioni cimabuesche (come il naso a forcella dei volti), ma la composizione generale e l'impianto architettonico del trono indicano la conoscenza delle innovazioni della pittura di Giotto.

## Altre opere
Al Maestro di Badia a Isola sono anche da riferire, in base a considerazioni stilistiche: 

### Tavole
- Madonna col Bambino, tempera su tavola, 65x50 cm, (Siena, Pinacoteca Nazionale, n. 593)[2];
- polittico,  tempera su tavola, già nella collezione Ramboux e poi smembrato e disperso[3]: 
  - Madonna col Bambino, frammento di 40x41 cm (Utrecht, Museo Arcivescovile)
  - San Giovanni Battista, 62x30 cm (Colonia, Wallraf-Richartz Museum, inv. 608)
  - San Paolo, San Giovanni Evangelista, San Pietro, (frammenti) (South Hadley (Massachusetts), Mount Holyoke College Art Museum)
  - Cristo Redentore benedicente e angeli, coronamento della pala (ubicazione sconosciuta)
- Maestà  tempera su tavola, 172x103 cm (Venezia, Fondazione Giorgio Cini, Raccolta d'arte dalla Collezione Vittorio Cini)
- Madonna col Bambino, tempera su tavola (Indianapolis (IN), The Clowes Fund, Fine Arts Department)[4]
- Madonna con Bambino in trono e angeli, tempera su tavola, 230x142 cm (Washington (DC), National Gallery of Art, inv. 1961.9.77 - Kress 2063), dalla chiesa dei SS. Quirico e Giulitta di San Quirico d'Orcia[5]
- Madonna col Bambino e due angeli dossale, 124x147 cm (Montepulciano, Museo comunale)[6]

### Affreschi
- Agnello mistico e due angeli, frammentario (Casole d'Elsa, Collegiata, sepolcro del vescovo Tommaso d'Andrea)[7]
- Madonna col Bambino e san Francesco (Montepulciano, chiesa di San Biagio)